# Regionalwahl im Piemont 1985
Die Regionalwahl im Piemont 1985 fand am 12. und 13. Mai statt.

## Wahlergebnis
| Listen            | Listen                                        | Stimmen   | %    | Mandate |
| ----------------- | --------------------------------------------- | --------- | ---- | ------- |
|                   | Democrazia Cristiana                          | 918.557   | 30,5 | 19      |
|                   | Partito Comunista Italiano                    | 871.141   | 28,9 | 18      |
|                   | Partito Socialista Italiano                   | 389.170   | 12,9 | 8       |
|                   | Movimento Sociale Italiano – Destra Nazionale | 165.691   | 5,5  | 3       |
|                   | Partito Repubblicano Italiano                 | 158.597   | 5,3  | 3       |
|                   | Partito Liberale Italiano                     | 152.989   | 5,1  | 3       |
|                   | Partito Socialista Democratico Italiano       | 143.055   | 4,7  | 3       |
|                   | Lista Verde Civica                            | 52.240    | 1,7  | 1       |
|                   | Lista Verde                                   | 50.091    | 1,7  | 1       |
|                   | Democrazia Proletaria                         | 48.575    | 1,6  | 1       |
|                   | Liga Veneta – Piemont                         | 33.978    | 1,1  | –       |
|                   | Alleanza Italiana Pensionati                  | 23.927    | 0,8  | –       |
|                   | Partito Nazionale Pensionati                  | 8.545     | 0,3  | –       |
| Gesamt            | Gesamt                                        | 3.016.556 | 100  | 60      |
|                   |                                               |           |      |         |
| Ungültige Stimmen | Ungültige Stimmen                             | 233.758   | 7,2  |         |
| Wähler            | Wähler                                        | 3.250.314 | 91,4 |         |
| Wahlberechtigte   | Wahlberechtigte                               | 3.555.596 |      |         |